# No Rest for the Wicked
No Rest for the Wicked — п'ятий сольний альбом Оззі Осборна, який був випущений 28 вересня 1988 року.

## Список пісень
1. «Miracle Man» — 3:44
2. «Devil's Daughter (Holy War)» — 5:15
3. «Crazy Babies» — 4:15
4. «Breakin' All the Rules» — 5:15
5. «Bloodbath in Paradise» — 5:03
6. «Fire in the Sky» — 6:24
7. «Tattooed Dancer» — 3:53
8. «Demon Alcohol» — 4:30
9. «Hero» — 4:49